# Associazione Calcio Legnano 1946-1947
Questa voce raccoglie le informazioni riguardanti l'Associazione Calcio Legnano nelle competizioni ufficiali della stagione 1946-1947.

## Stagione

Bruno Mozzambani, al Legnano dal 1946 al 1952

Per la stagione 1946-47 viene confermato l'obiettivo della promozione in Serie A. La campagna acquisti è quindi improntata a rafforzare ulteriormente la rosa. Vengono tesserati il difensore Luigi Asti, i centrocampisti Fausto Braga, Luciano Lupi, Giovan Battista Martini, Gian Battista Opisso, Ettore Valcareggi e gli attaccanti, entrambi di nazionalità polacca, Ryszard Janecky e Franiel Wincenty. Su tutti, l'acquisto più importante è quello di Bruno Mozzambani, che in sei stagioni al Legnano segnerà 77 reti (record ancora imbattuto) con una media realizzativa di 0,44 gol a partita; con questi numeri Mozzambani è diventato una delle bandiere lilla. Come già accennato, il Legnano ha in organico anche due calciatori polacchi che sono aggregati al Corpo Militare Polacco, allora al fianco delle truppe alleate: gli attaccanti Franiel Wincenty, detto Fox, classe 1921, e Ryszard Janecky, classe 1919. La panchina è affidata ad un allenatore ungherese, Róbert Winkler.
Il campionato disputato è ottimo. Tra le 22 partecipanti del girone A il Legnano si piazza al 2º posto con 53 punti, sette in meno della promossa Pro Patria e cinque in più del Novara terzo classificato. Degna di nota è la sesta giornata, giocata in casa con il Casale, che è segnata dalle intemperanze del pubblico legnanese. Queste ultime causano la sospensione della partita e il ritiro temporaneo delle due squadre negli spogliatoi, ma non la sconfitta a tavolino; il campo del Legnano viene però squalificato per una giornata. Un altro avvenimento importante è la sconfitta interna patita contro il Seregno per 3 a 0: essa pone fine all'imbattibilità del campo casalingo dei Lilla che persisteva, comprendendo solo le partite ufficiali, dal 20 dicembre 1942, quando il Vigevano espugna lo stadio del Legnano per 2 a 1. Altro evento degno di nota è la vittoria, alla ventiseiesima giornata, sulla Pro Patria per 2 a 0, che avvicina i Lilla alla testa della classifica: il sorpasso sui bustocchi però non avviene a causa di alcune partite perse in seguito dal Legnano.

## Divise
| Casa |

## Organigramma societario
Area direttiva
- Presidente: comm. Pino Mocchetti

Area tecnica
- Allenatore: Róbert Winkler

## Rosa
| N. |                    | Ruolo | Calciatore        |
| -- | ------------------ | ----- | ----------------- |
|    | Italia (bandiera)  | D     | Luigi Asti        |
|    | Italia (bandiera)  | A     | Mario Borra (II)  |
|    | Italia (bandiera)  | C     | Fausto Braga      |
|    | Italia (bandiera)  | C     | Lorenzo Colpo     |
|    | Italia (bandiera)  | D     | Fabio Del Bianco  |
|    | Italia (bandiera)  | D     | Antonio Fossati   |
|    | Italia (bandiera)  | C     | Armando Ghedini   |
|    | Italia (bandiera)  | A     | Umberto Guarnieri |
|    | Italia (bandiera)  | P     | Ugo Innocenti     |
|    | Polonia (bandiera) | A     | Ryszard Janecky   |

| N. |                    | Ruolo | Calciatore              |
| -- | ------------------ | ----- | ----------------------- |
|    | Italia (bandiera)  | C     | Luciano Lupi            |
|    | Italia (bandiera)  | A     | P. Mandrini             |
|    | Italia (bandiera)  | C     | Giovan Battista Martini |
|    | Italia (bandiera)  | A     | Bruno Mozzambani        |
|    | Italia (bandiera)  | C     | Gian Battista Opisso    |
|    | Italia (bandiera)  | D     | Franco Petermann        |
|    | Italia (bandiera)  | A     | Antonio Torreano        |
|    | Italia (bandiera)  | C     | Ettore Valcareggi (II)  |
|    | Polonia (bandiera) | A     | Franiel Wincenty        |
|    | Italia (bandiera)  | P     | Ugo Zambelli            |
|    | Italia (bandiera)  | C     | Massimiliano Zandali    |

## Risultati

### Serie B (girone A)

#### Girone d'andata
| Arbitro: | Pizzato (Mestre) |

|           |           |                |
| Capra 62’ | Marcatori | 49’ Mozzambani |

| Arbitro: | Boffardi (Genova) |

|                |           |              |
| Mozzambani 38’ | Marcatori | 46’ Galbiati |

| Arbitro: | Scotto (Savona) |

|            |           |  |
| Alghisi 9’ | Marcatori |  |

| Arbitro: | Tassini (Verona) |

|                                      |           |  |
| Mozzambani 8’, 35’, 75’ Mambrini 62’ | Marcatori |  |

| Arbitro: | Fornari (Bologna) |

|           |           |  |
| Reddi 67’ | Marcatori |  |

| Arbitro: | Bonamartini (Firenze) |

|                |           |                 |
| Mozzambani 80’ | Marcatori | 46’ Bacciarello |

| Arbitro: | Avanzi (Verona) |

|              |           |           |
| Torreano 83’ | Marcatori | 1’ Amenta |

| Arbitro: | Porcellana (Genova) |

|                   |           |                        |
| Dugini 32’ (rig.) | Marcatori | 24’, 84’, 97’ Torreano |

| Arbitro: | Pasinetti (Roma) |

|                      |           |                                           |
| Petermann 52’ (aut.) | Marcatori | 25’, 32’, 59’, 82’ Torreano 74’ Guarnieri |

| Arbitro: | Venutti (Trieste) |

|               |           |             |
| Guarnieri 60’ | Marcatori | 71’ Zannini |

| Arbitro: | Bernardi (Savona) |

|                               |           |                                            |
| Biddau 26’ (rig.) Caprile 52’ | Marcatori | 19’ (aut.) Manfredini 86’ (rig.) Guarnieri |

| Arbitro: | Bellè (Venezia) |

|                            |           |  |
| Guarnieri 22’ Torreano 79’ | Marcatori |  |

| Arbitro: | Pieri (Trieste) |

|                      |           |                     |
| Petermann 63’ (aut.) | Marcatori | 90’ (aut.) Casirago |

| Arbitro: | Canavesio (Torino) |

|                |           |  |
| Mozzambani 10’ | Marcatori |  |

| Arbitro: | Balestrino (Imperia) |

|             |           |                          |
| Alvigini 1’ | Marcatori | 27’ Guarnieri 78’ Opisso |

| Arbitro: | Rossi (Arezzo) |

|                      |           |                  |
| Dodi 16’ Longoni 47’ | Marcatori | 32’ (aut.) Zanni |

| Arbitro: | Zilli (Reggio Emilia) |

|                          |           |  |
| Martini 65’ Borra II 80’ | Marcatori |  |

| Arbitro: | Poggipollini (Ferrara) |

|  |           |           |
|  | Marcatori | 31’ Colpo |

| Arbitro: | Zambotto (Padova) |

|  |           |                     |
|  | Marcatori | 52’, 58’, 77’ Boffi |

| Arbitro: | Scotto (Savona) |

|                                            |           |           |
| Guarnieri 36’, 52’, 63’ (rig.) Janecky 59’ | Marcatori | 62’ Ricci |

| Vercelli 9 febbraio 1947 21ª giornata | Pro Vercelli    | 0 – 0 | Legnano | Stadio Leonida Robbiano\| Arbitro: \| Cambi (Livorno) \| |
| Arbitro:                              | Cambi (Livorno) |       |         |                                                          |

#### Girone di ritorno
| Arbitro: | Poggipollini (Ferrara) |

|                            |           |             |
| Janecky 25’ Mozzambani 65’ | Marcatori | 21’ Maesani |

| Arbitro: | Selva (Torino) |

|           |           |  |
| Begni 43’ | Marcatori |  |

| Arbitro: | Maglio (Torino) |

|             |           |  |
| Janecky 21’ | Marcatori |  |

| Arbitro: | Balestrino (Oneglia) |

|                |           |            |
| Giuseppe Corti | Marcatori | 64’ Opisso |

| Arbitro: | Agnolin (Bassano del Grappa) |

|                      |           |  |
| Martini 3’ Colpo 12’ | Marcatori |  |

| Arbitro: | Garassino (Varese) |

|             |           |                          |
| Podestà 70’ | Marcatori | 77’ Guarnieri 81’ Opisso |

| La Spezia 30 marzo 1947 28ª giornata | Spezia           | 0 – 0 | Legnano | Stadio Alberto Picco\| Arbitro: \| Silvano (Torino) \| |
| Arbitro:                             | Silvano (Torino) |       |         |                                                        |

| Arbitro: | Loda (Brescia) |

|                         |           |              |
| Fossati 40’ Martini 60’ | Marcatori | 23’ Faccenda |

| Arbitro: | Avanzi (Verona) |

|                      |           |  |
| Guarnieri 34’ (rig.) | Marcatori |  |

| Arbitro: | Cambi (Livorno) |

|                 |           |                |
| Zannini 1’, 21’ | Marcatori | 44’ Mozzambani |

| Arbitro: | Pizzato (Mestre) |

|                                               |           |                        |
| Mozzambani 3’ Borra II 27’, 76’ Guarnieri 70’ | Marcatori | 32’, 87’ (rig.) Biddau |

| Arbitro: | Zambotto (Padova) |

|              |           |  |
| Alberico 82’ | Marcatori |  |

| Arbitro: | Guarda (Mestre) |

|            |           |             |
| Opisso 60’ | Marcatori | 26’ Cometti |

| Arbitro: | Pizzato (Mestre) |

|                                |           |  |
| Calzolai 35’ Salati 77’ (rig.) | Marcatori |  |

| Arbitro: | Piemonte (Monfalcone) |

|                |           |  |
| Mozzambani 81’ | Marcatori |  |

| Arbitro: | Clemente (Gorizia) |

|                                                                    |           |  |
| Guarnieri 40’ (rig.) Opisso 44’, 78’ Colpo 47’, 55’ Mozzambani 61’ | Marcatori |  |

| Lecco 8 giugno 1947 38ª giornata | Lecco         | 0 – 0 | Legnano | Stadio di via Cantarelli\| Arbitro: \| Massai (Pisa) \| |
| Arbitro:                         | Massai (Pisa) |       |         |                                                         |

| Arbitro: | Tassini (Verona) |

|                     |           |               |
| Mozzambani 87’, 89’ | Marcatori | 20’ Aliprandi |

| Arbitro: | Marchetti (Milano) |

|  |           |                           |
|  | Marcatori | 37’ Mozzambani 85’ Opisso |

| Arbitro: | Silvano (Torino) |

|                                                           |           |                           |
| Torri 50’ Maggi 56’, 78’ Piazza 61’ Ricci 79’ Tacconi 90’ | Marcatori | 31’ Martini 35’ Guarnieri |

| Arbitro: | Agnolin (Bassano del Grappa) |

|                                               |           |                       |
| Martini 66’ Mozzambani 67’, 78’ Guarnieri 87’ | Marcatori | 32’, 89’ (rig.) Pozzo |

## Statistiche

### Statistiche di squadra
| Competizione | Punti | Totale | Totale | Totale | Totale | Totale | Totale | DR  |
| Competizione | Punti | G      | V      | N      | P      | Gf     | Gs     | DR  |
| ------------ | ----- | ------ | ------ | ------ | ------ | ------ | ------ | --- |
| Serie B      | 53    | 42     | 21     | 11     | 10     | 67     | 42     | +25 |

### Statistiche dei giocatori
| Giocatore          | Serie B  | Serie B |
| Giocatore          | Presenze | Reti    |
| ------------------ | -------- | ------- |
| L. Asti            | 10       | 0       |
| M. Borra (II)      | 7        | 3       |
| F. Braga           | 29       | 0       |
| L. Colpo           | 37       | 4       |
| F. Del Bianco      | 40       | 0       |
| A. Fossati         | 39       | 1       |
| A. Ghedini         | 4        | 0       |
| U. Guarnieri       | 40       | 14      |
| U. Innocenti       | 41       | 1       |
| R. Janecky         | 17       | 3       |
| L. Lupi            | 26       | 0       |
| P. Mambrini        | 13       | 1       |
| G.B. Martini       | 36       | 5       |
| B. Mozzambani      | 26       | 17      |
| G.B. Opisso        | 29       | 7       |
| F. Petermann       | 34       | 0       |
| A. Torreano        | 11       | 9       |
| E. Valcareggi (II) | 4        | 0       |
| F. Wincenty        | 0        | 0       |
| U. Zambelli        | 1        | 0       |
| M. Zandali         | 12       | 0       |